# Coche
Coche (do francês coche, húngaro kocsi ou do eslovaco koci) era uma carruagem antiga usada em certas solenidades.

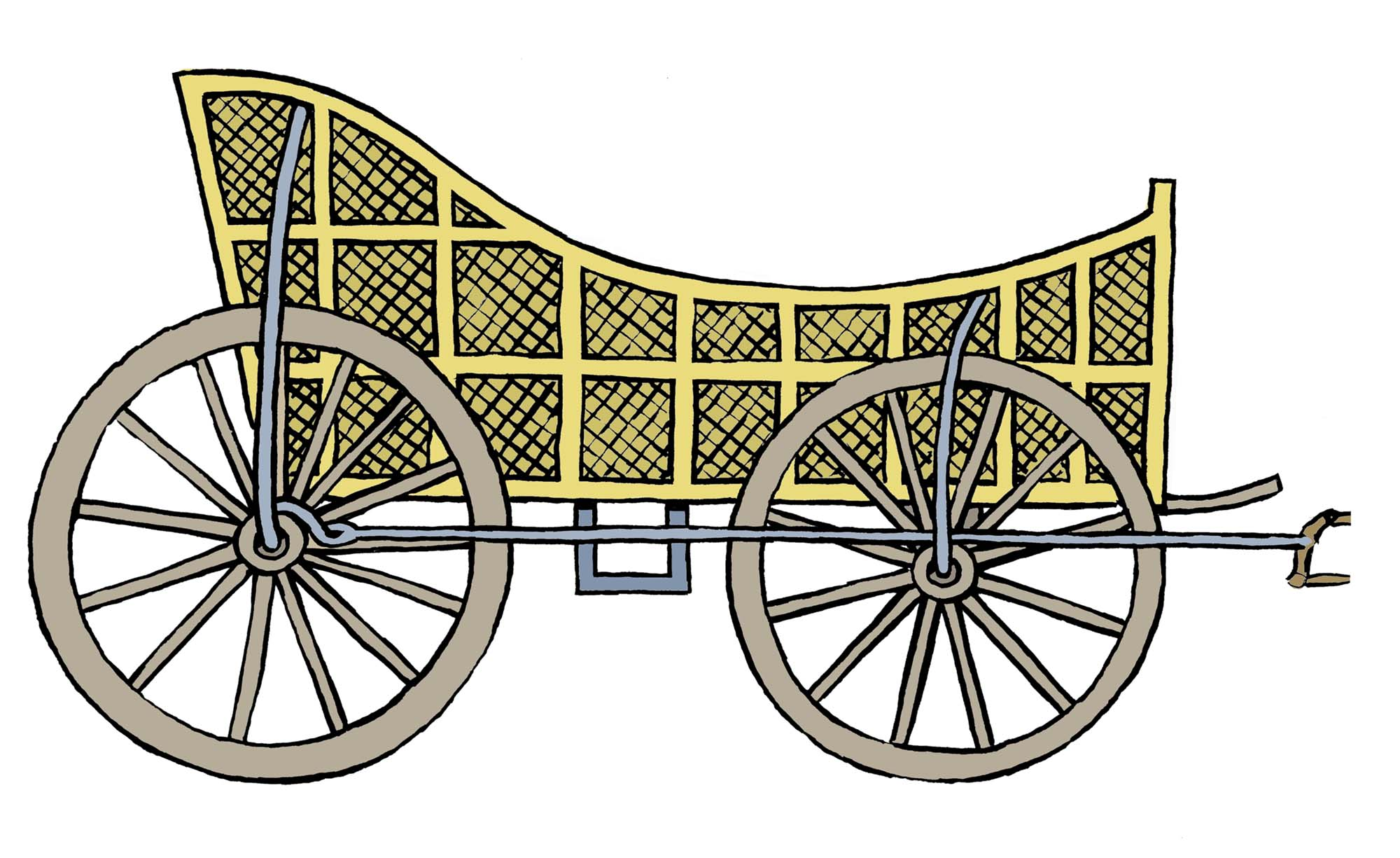
Coche da cidade de Kotze (interpretação de uma gravura de 1568)

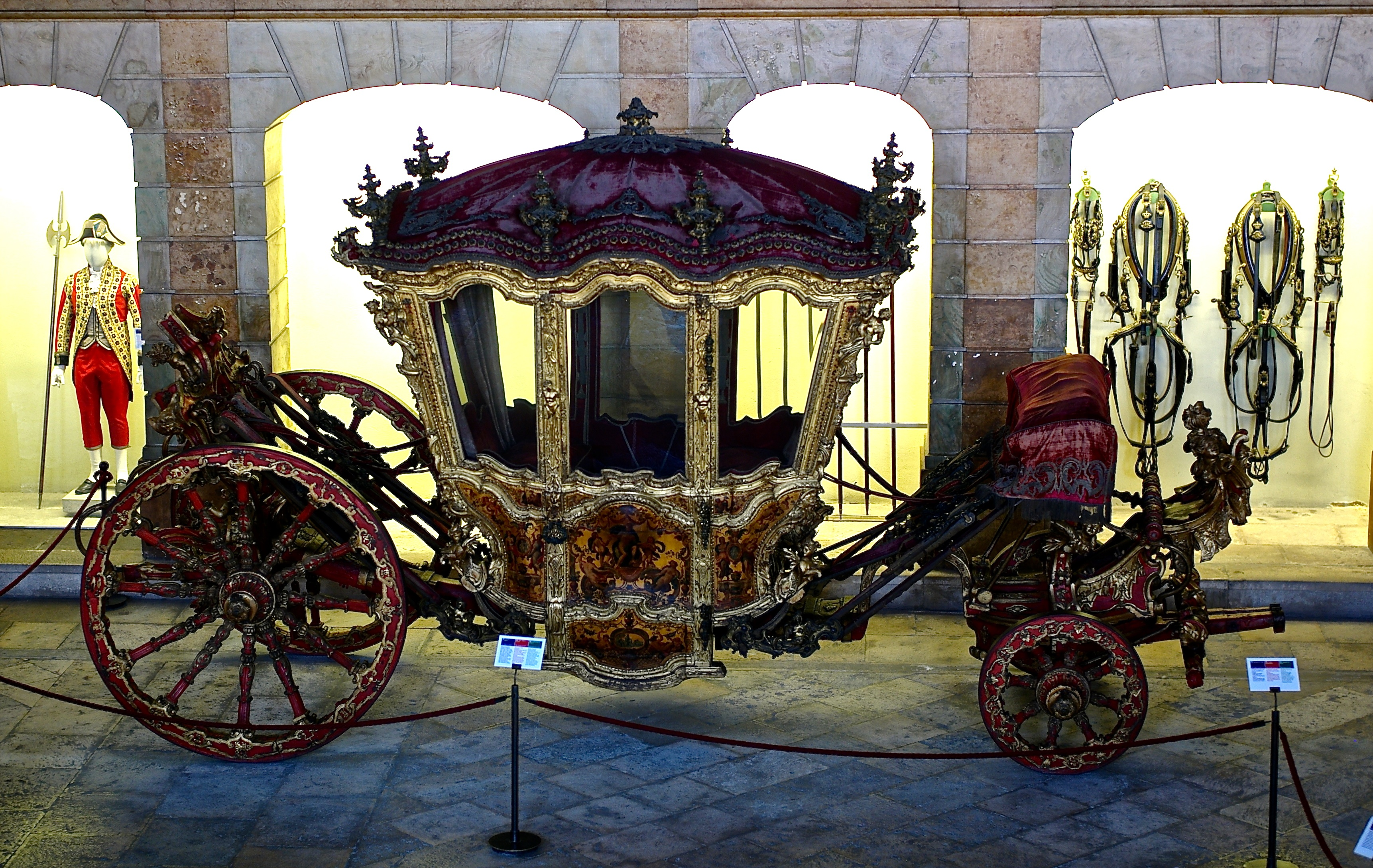
Imagem de um coche patente no Museu Nacional dos Coches, em Lisboa

A palavra coche surgiu na Europa, em meados do século XV, para designar um novo tipo de tração animal destinado ao transporte de pessoas, no qual a caixa se encontrava suspensa sobre o rodado através de fortes correias de couro fixas a uma estrutura de montantes, evitando, desta forma, o incómodo causado aos passageiros pela trepidação sentida nas viaturas com a caixa assente diretamente no eixos das rodas.
A invenção deste sistema de suspensão, é apontada tradicionalmente como tendo sido realizada na localidade de Kotze, na atual Hungria, tendo chegado a Itália que logo se encarregou na sua difusão pelo resto da Europa. Os primeiros coches eram muito diferentes dos que foram divulgados no resto da Europa: as caixas ainda eram idênticas às utilizadas nos carros medievais sem suspensão, com a cobertura de arcos ultrapassados, que formavam igualmente as paredes laterais.
No século XV, surgiram várias inovações no campo dos coches: o tejadilho passou a ter uma forma curva, suportado por quatro pilares ligeiramente ligados para fora. A caixa era aberta, mas podia ser protegida por cortinas de couro. Não tinha portas e podia ser e o seu acesso fazia-se por uma abertura existente em cada um dos lados, através de um estribo.
Em Lisboa, existe o Museu Nacional dos Coches, fundado pela Rainha D. Amélia em 1905.